# جیمز گورمن (تیرانداز)
جیمز گورمن (انگلیسی: James Gorman; ۳۰ ژانویهٔ ۱۸۵۹ – ۲ نوامبر ۱۹۲۹) تیرانداز اهل ایالات متحده آمریکا بود.
وی در مسابقات کشوری و بین‌المللی در مجموع برندهٔ ۱ مدال طلا، ۱ مدال برنز شده‌است.